# BeForU II
『BeForU II』（ビーフォーユー ツー）は、日本の女性歌手グループBeForUの2枚目のアルバムである。2006年2月14日発売。

## 概要
- 店頭販売は無く、コナミスタイルでの通信販売のみ。
- 初回予約特典として、フォトスリーブケース仕様になっている。また、先着特典としてステッカーが付属している。

## 収録曲
1. シナリオ (album version)
歌唱：BeForU NEXT
作詞：小坂りゆ　作曲：NAOKI MAEDA　編曲：明石昌夫
BeForU NEXTとして初めて発表したいわばデビュー曲。初出は『GuitarFreaks V』&『DrumMania V』。
2. Freedom (album version)
歌唱：小坂りゆ
作詞：小坂りゆ　作曲：NAOKI MAEDA　編曲：LOVE+HATE
初出は『Dance Dance Revolution Party Collection』。ゲーム版とはサビのメロディーが一部異なっている。
3. I am... (album version)
歌唱：有沢みはる
作詞：jun　作曲：NAOKI MAEDA　編曲：明石昌夫
有沢みはるのソロ楽曲。初出は『beatmania IIDX 12 HAPPY SKY』。
4. Under the Sky 〜SAYAKA's solo new version〜
歌唱：南さやか
作詞：Junko Hirata　作曲：Tatsuya "Tatsh" Shimizu　編曲：明石昌夫
南さやかのソロ楽曲。初出は『beatmania IIDX 12 HAPPY SKY』。原曲ではplatoniXと共に歌唱していたが、本作にはソロでのロングバージョンを収録している。
5. KI・SE・KI (album version)
作詞：小坂りゆ　作曲：NAOKI MAEDA　編曲：HΛL
BeForUのデビューシングル。初出は『beatmania IIDX 11 IIDX RED』。
6. Morning Glory
作詞：小坂りゆ　作曲：NAOKI MAEDA　編曲：明石昌夫
アルバム用の新曲だが、後に『Dance Dance Revolution SuperNOVA』に収録。
7. Eternal
歌唱：代真
作詞：代真、Tobby+LH　作曲：NAOKI MAEDA　編曲：LAVA
代真のソロ楽曲。
8. BLACK OUT 〜I want to be・・・!! (album version)
作詞：小坂りゆ　作曲：NAOKI MAEDA　編曲：明石昌夫
初出は『GuitarFreaks V2』&『DrumMania V2』だが、そちらに収録されているのはサブタイトルの無い「BLACK OUT」であり、そちらはヴォーカル、作詞をNoriaが担当しているため本楽曲とは歌詞が異なってる。
9. HONEY♂PUNCH
歌唱：小坂りゆ
作詞：小坂りゆ　作曲：NAOKI MAEDA　編曲：NAOKI MAEDA、鳴瀬シュウヘイ
小坂りゆのソロ楽曲。アルバム用の新曲だったが、後に『Dance Dance Revolution SuperNOVA』、家庭用『pop'n music 13 カーニバル』に収録。
10. PEACE(^^)v
作詞：小坂りゆ　作曲：NAOKI MAEDA　編曲：You Takigawa
アルバム用の新曲だったが、後に『Dance Dance Revolution SuperNOVA』に収録。
11. 摩天楼
歌唱：外花りさ
作詞・作曲：外花りさ　編曲：明石昌夫
外花りさのソロ楽曲。
12. DIVE2006
作詞：小坂りゆ、Noriyo Chiba、Yoshinori Matsushita　作曲：NAOKI MAEDA　編曲：鳴瀬シュウヘイ
前作にも収録されているBeForUのデビュー曲「DIVE」のニューアレンジ。
13. 初恋
歌唱：南さやか
作詞：南さやか、Tobby+LH　作曲：NAOKI MAEDA　編曲：HΛL
南さやかのソロ楽曲。
14. HAPPY HAPPY BIRTHDAY
歌唱：Noria
作詞：小坂りゆ　作曲：NAOKI MAEDA　編曲：明石昌夫
Noriaのソロ楽曲。